# Marinismo

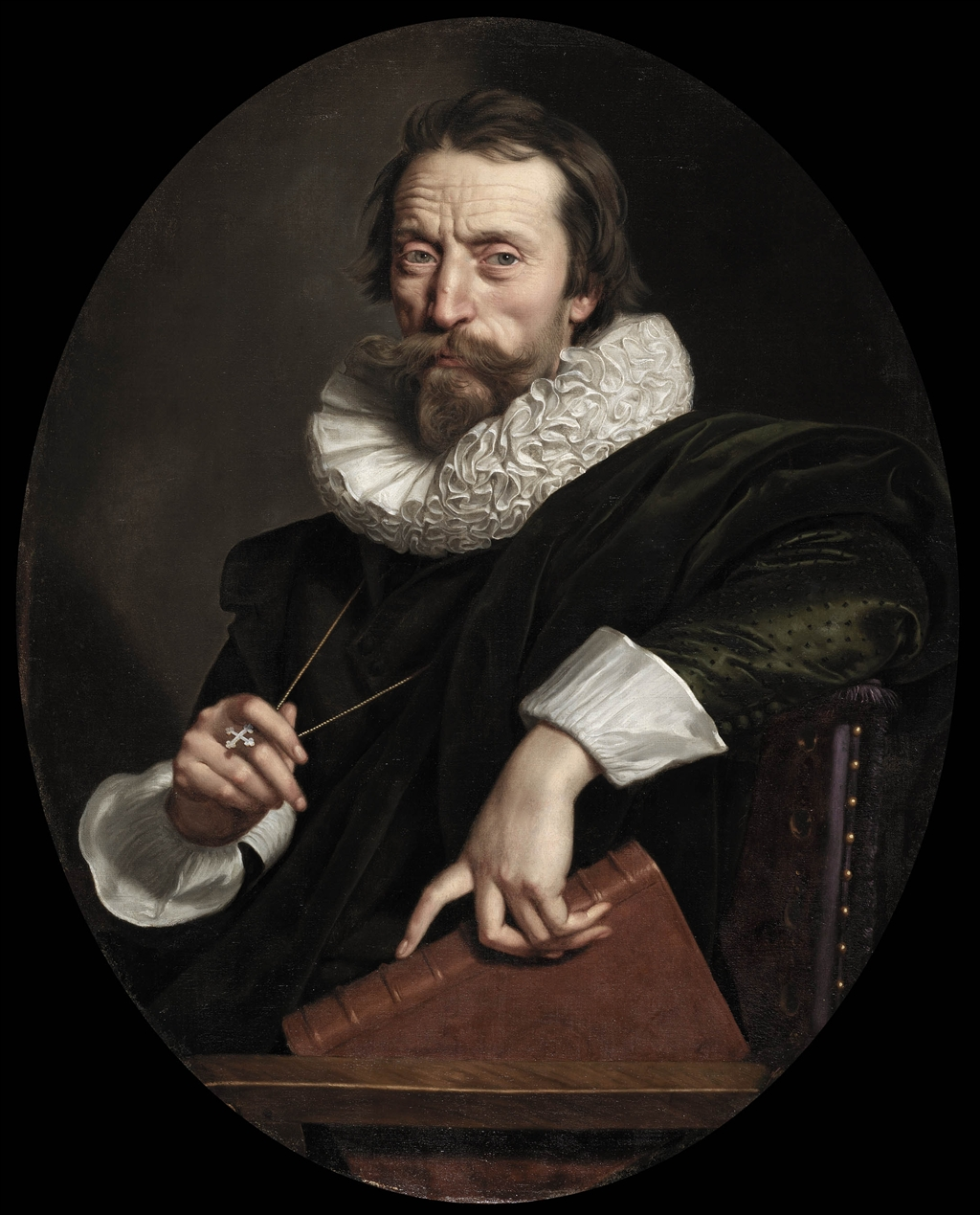
Retrato al óleo de Giovanni Battista Marino por Frans Pourbus el Joven

El napolitano Giambattista Marino (1569 - 1625) es un poeta italiano cuyo estilo sirvió para caracterizar y nombrar una estética literaria próxima al barroco y culterana en la primera Italia seiscentista llamada marinismo. Consiste en el cultivo de una belleza artificial creada por el ingenio con las invenciones de hipérboles, antítesis y metáforas. Son movimientos paralelos a esta estética el eufuismo inglés, el preciosismo francés y el culteranismo español. Se trata ante todo de un estilo formal conceptuoso, recargado de imágenes y de figuras extravagantes, pero de vacuo contenido. 
El marinismo busca formas desmesuradas y sorprendentes, una imaginativa extravagante a través del procedimiento ingeniosamente sutil de la agudeza, buscando la sorpresa y la maravilla en el lector. Sin embargo, la medianía general de los poetas italianos que siguieron esta corriente y su hueca y fría pomposidad decadente la ha enviado al olvido de la crítica, salvo un par de nombres por obras específicas: Claudio Achillini, Giuseppe Artale, Alessandro Adimari, Giovanni Argoli, Giambattista Basile, Baldassarre Bonifacio, Francesco Bracciolini, Giovanni Francesco Busenello, Guido Casoni, Elena Lucrezia Cornaro Piscopia, Francesco Della Valle, Jacopo Gaddi, Paganino Gaudenzi, Giovanni Vincenzo Imperiale, Cristoforo Ivanovich, Giovan Francesco Loredano, Giacomo Lubrano, Giovanni Battista Manso, Gaspare Murtola, Pietro Francesco Orsini (papa Benedicto XIII), Andrea Perrucci, Pier Matteo Petrucci, Francesco Pona, Girolamo Preti, Cesare Rinaldi, Ottavio Rossi, Francesco Maria Santinelli, Giovan Leone Sempronio, Tommaso Stigliani, Giulio Strozzi, Emanuele Tesauro, Giovan Francesco Maia Materdona, Antonio Bruni, Scipione Errico, Maffeo Barberini (el papa Urbano VIII), Girolamo Fontanella, Bernardo Morando, Anton Giulio Brignole Sale, Leonardo Quirini, Ciro di Pers, Giuseppe Battista, Giovanni Canale, Lorenzo y Pietro Casaburi, Tommaso Gaudiosi y muchos otros.
Estos autores, seguidores de la obra maestra de Marino, el poema alegórico Adonis (París, 1623), de más de 40.000 versos, fueron desempolvados por la antología de Benedetto Croce Líricos marinistas (1910). Y, aun cuando poetas como Tommaso Stigliani se declaraban "antimarinistas", Croce afirma que “se movieron en el círculo trazado por Marino” y “de hecho no salieron de la condición espiritual del Marinismo”.
Esta estética, que intenta superar el petrarquismo, consta de tres elementos fundamentales: ingenio, descriptivismo (aunque no al modo realista) y musicalidad. A esto se agrega la acumulación de referentes cultos, en especial mitológicos o históricos. Si bien, como afirma Antonio Viscardi, "toda la producción marinista tiene caracteres y tonos abstractos, genéricos y absolutamente impersonales". Pero, al menos, aportaron nuevos temas y una ampulosa y lujosa descripción de objetos sin embargo cotidianos y vulgares.